# Octodad: Dadliest Catch
Octodad: Dadliest Catch ist ein Computer-Geschicklichkeitsspiel des US-amerikanischen Entwicklerteams Young Horses. Es ist die Weiterentwicklung des IGF-prämierten Studentenprojekts Octodad, das ursprünglich als Facharbeit an der DePaul University entwickelt und 2010 als Freeware veröffentlicht wurde. 2014 wurde es zunächst für Microsoft Windows, Linux und Mac OS veröffentlicht. Nach der zeitnahen Portierung auf PlayStation 4 wurde es nach und nach auch für PlayStation Vita, Nintendo Switch, Wii U, Xbox One, Android und iOS umgesetzt.
Im Spiel steuert der Spieler einen anthropomorphen Oktopus in der Rolle eines Familienvaters, der vorgibt ein Mensch zu sein und stets der Gefahr ausgesetzt ist, dass sein Geheimnis auffliegt. Dazu wird er von Koch Fujimoto verfolgt, der sein Geheimnis kennt und ihn zu Sushi verarbeiten möchte. Daher gilt es die vorgegebenen Aufgaben möglichst unfallfrei und möglichst ohne Aufsehen zu erregen, in einigen Leveln auch unter Zeitdruck, zu erfüllen. Erschwert wird dies durch die Anatomie der Spielfigur. Der Spieler steuert sowohl die Bein- als auch Greiftentakel einzeln. Die Physik-Engine des Spiels führt jedoch zu allerlei abstrusen Verrenkungen der Spielfigur, die die Fortbewegung und damit das Erfüllen der Aufgaben massiv behindern. Nahezu zwangsläufig kommt es zu Kollisionen mit diversen Objekten und damit zu chaotischer Unordnung im Level, was Teil des Spielprinzips ist und die es für das erfolgreiche Erreichen der Missionsziele mit Geschick bei der Steuerung zu begrenzen gilt. Im Mehrspieler-Modus wird die Steuerung einzelner Tentakel auf die Spieler aufgeteilt.
Octodad: Dadliest Catch wurde von einem neunköpfigen Entwicklerteam in der Freizeit entwickelt. Über die Crowdfunding-Plattform Kickstarter konnte sich das Team eine Anschubfinanzierung von 24.000 US-Dollar sichern und erhielt als einer der ersten Titel über das Greenlight-Programm der Onlinevertriebsplattform Steam eine Verkaufsfreigabe über die zu dem Zeitpunkt noch stark zugangsbeschränkte Distributionsplattform. Vergleiche des Spielprinzips wurden unter anderem zu Surgeon Simulator und I Am Bread gezogen.

## Rezeption
Das Spiel erhielt gemischte Bewertungen.

„Durchgeknallt, knifflig und liebenswert: Der wacklige Balanceakt auf acht Beinen ist eine Riesengaudi - trotz einiger Frustmomente.“

„Konzept, Optik, Gameplay und Humor bei Octodad: Dadliest Catch stimmen. Hätten die Entwickler den Anarcho-Spaß der ersten Kapitel konsequent ausgebaut, wäre der Titel ein Knaller ohne Reue. Der knüppelharte Schleichpart und ein paar unsauber platzierte Level-Elemente überschatten dann aber leider den gelungenen Einstieg. Zudem ist das Spiel arg kurz geraten.“

„Aufgabe ist es, als Oktopus ein Doppelleben zu führen, den treusorgenden Familienvater zu mimen sowie abwechslungsreiche und alltägliche Aufgaben zu meistern. Gefordert wird Hand-Auge-Koordination, Übung und genaue Absprachen, wenn mehrere Spieler den Kraken zeitgleich steuern. Gemeinsam machte der Klamauk im Test am meisten Spaß und seine schwächsten Momente hatte das Spiel, wenn Octodad umherschleichen musste. Die Spieletester waren sich dennoch einig: Sie hatten den Kraken trotz viel zu kurzer Spielzeit ins Herz geschlossen. Um es mit Octodas Worten zu sagen: „blrlb“.“

Die ursprüngliche PC-Fassung verkaufte sich rund 90.000 Mal, was die Erwartungen der Entwickler nach eigenen Angaben übertraf. Bis Februar 2015 konnte der Absatz nach Veröffentlichung der ersten Konsolenversionen auf 460.000 Stück und einen Umsatz von 4,9 Millionen US-Dollar gesteigert werden. 2016 vermeldeten die Entwickler einen Absatz von mehr als einer Million Kopien des Spiels.